# Ringreiten
Ringreiten ist ein Pferdesport, bei dem der Reiter einen kleinen Ring im Galopp mit einer Lanze oder einem Ringstecher aufspießen muss.

## Heutiges Ringreiten
In vielen Orten in den ländlichen Regionen Norddeutschlands finden jährlich Turniere mit Festumzügen statt; Gewinner bzw. Ringkönig wird, wer die meisten Ringe sticht. Um diese zu erlangen, müssen die Reiter im Galopp unter dem Galgen hindurch reiten, an dem der Ring mit einem Magneten an einem über der Bahn gespannten Band befestigt ist, um diesen mit ihren zwischen 50 und 160 cm langen Lanzen aufzuspießen. Im Bereich des einstigen Amt Stapelholm in Schleswig-Holstein wird statt der Lanze ein sogenannter Stecher verwendet (siehe Bild Kinderringreiten in Wohlde). Anfänglich haben alle 24 im Spiel befindlichen Ringe einen Durchmesser von 22 mm, der sich im Verlaufe des Wettkampfs bis auf 6 mm verkleinert. Der Reiter, der letztlich die meisten Ringe aufspießen kann, wird zum König ausgerufen. Der schlechteste Teilnehmer erhält in vielen Fällen den Titel Blindstecher (ähnlich dem Pudel beim Kegeln).
Ringreiten ist hauptsächlich im nördlichen Norddeutschland und im südlichen Dänemark (Nordschleswig) verbreitet, daneben aber auch auf der niederländischen Halbinsel Walcheren. Die größten Ringreiterfeste finden in Aabenraa (Apenrade), einer Hafenstadt Südjütlands, und auf der Insel Alsen jährlich zwischen Mai und August statt. Auf der Insel hat jeder Ort seine eigene Veranstaltung. Hier kämpfen teilweise über 1.000 Teilnehmer um den Titel des Königs und nehmen anschließend am traditionellen abendlichen Ringreiteressen, mit einer speziellen Ringreiterwurst, teil. Eingeleitet wird das Fest von einem festlichen Umzug und umrahmt von einem mehr oder minder ausgedehnten Volksfest mit Bierzelt, Fahrbetrieben und einem Programm für Jung und Alt.
Das Ringreiten kann auch als Mannschaftssport durchgeführt werden. In diesem Fall werden die Punkte der Mannschaftsmitglieder zum Mannschaftsergebnis zusammengezählt.
In Braunschweig (z. B. am Hohen Tore) sowie im Braunschweiger Land (etwa in Hondelage, Querum, Rühme und Schapen) und angrenzenden Gebieten und Ortschaften wie Bortfeld, Hornburg und Lagesbüttel wird dies auch Fahnenjagen genannt.
Der US-Bundesstaat Maryland hat das sogenannte Ring Jousting, ebenfalls eine Version des Ringreiten, als offiziellen Sport des Bundesstaats festgelegt.

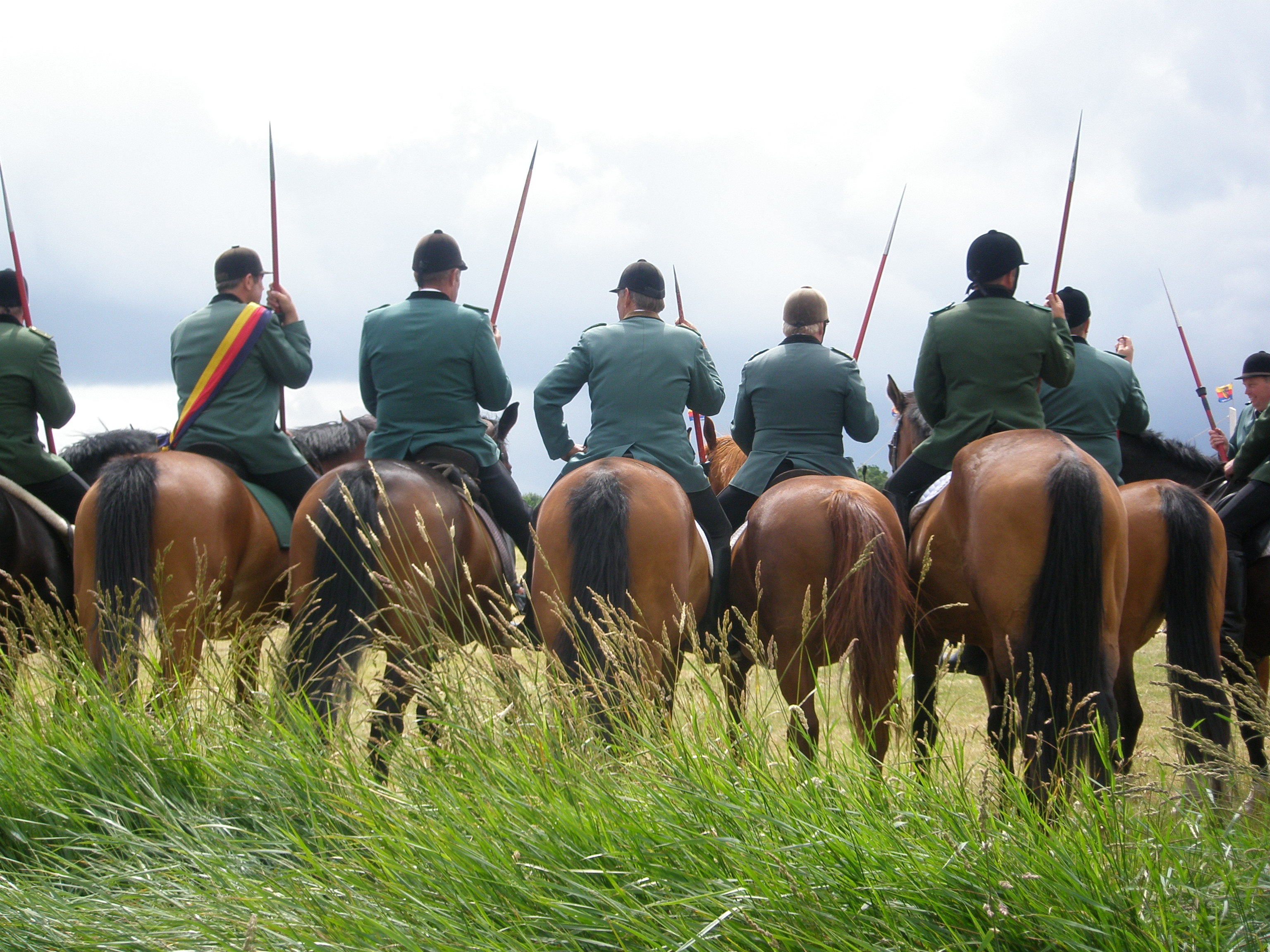
Ringreiten in Oevenum, Nordfriesland
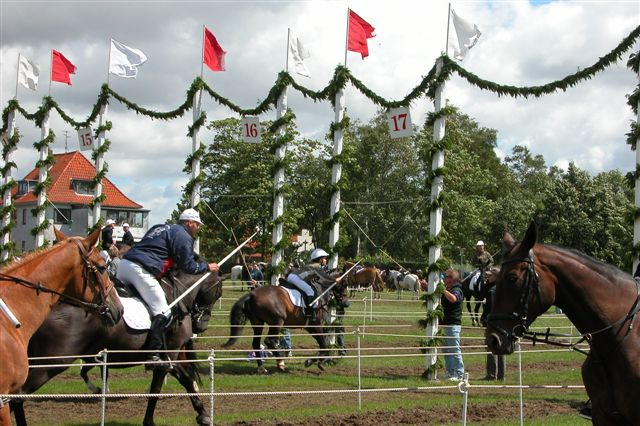
Ringreiten in Sonderburg, Dänemark
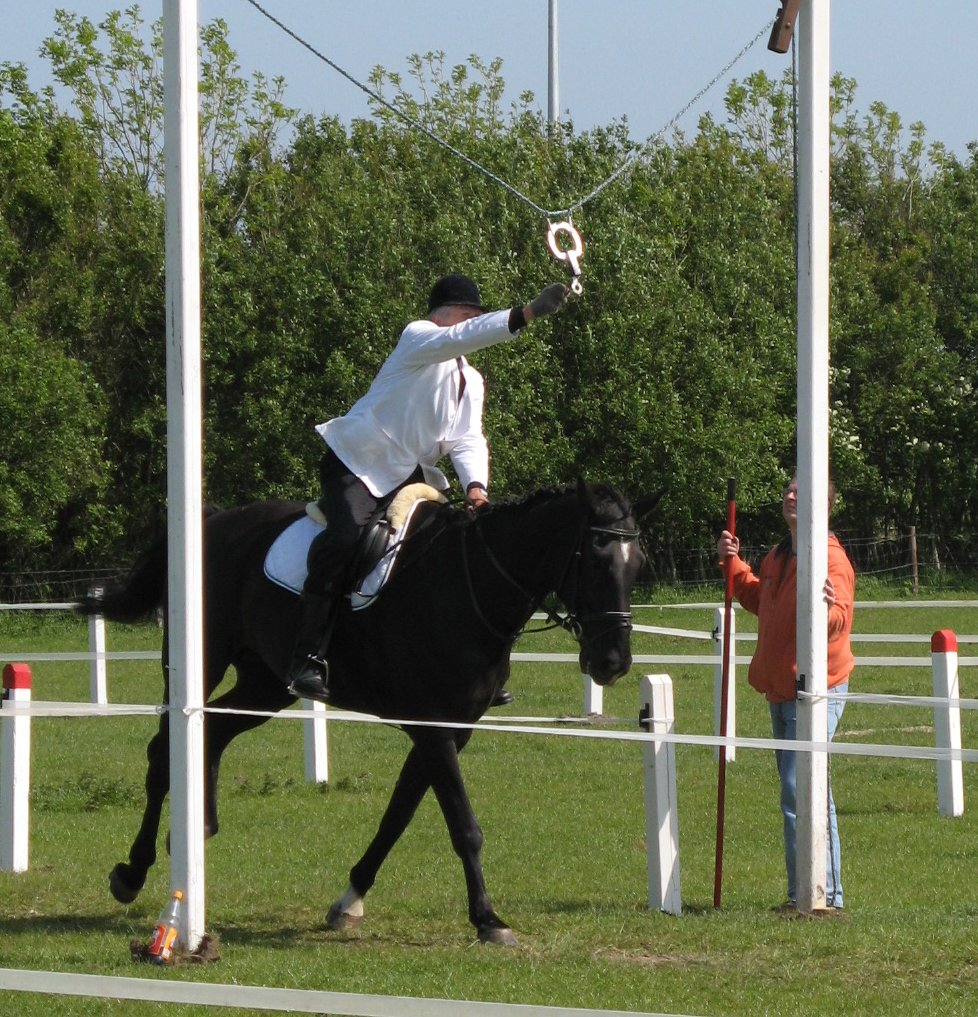
Ringreiter in Epenwöhrden, Dithmarschen
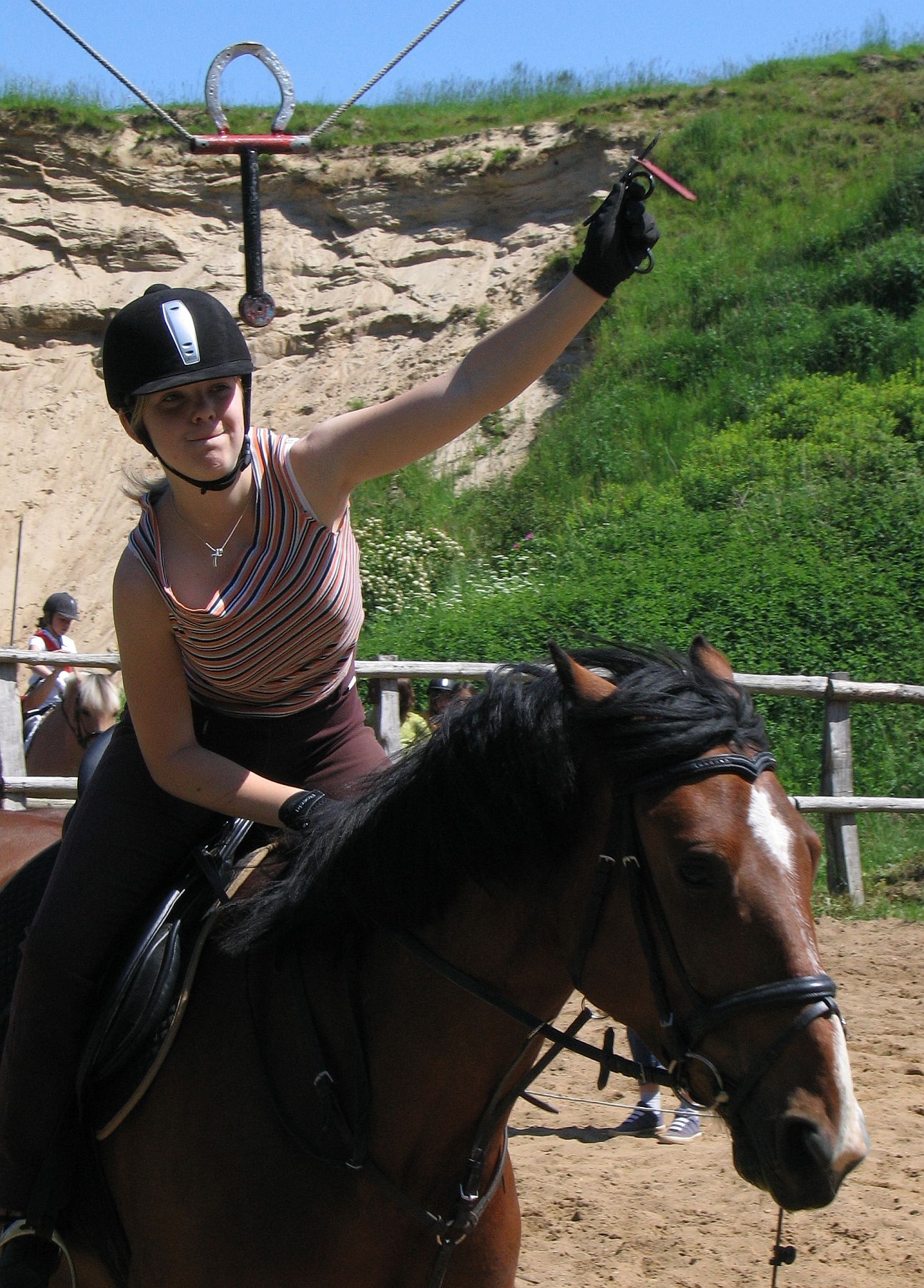
Kinderringreiten in Wohlde, Kreis Schleswig-Flensburg
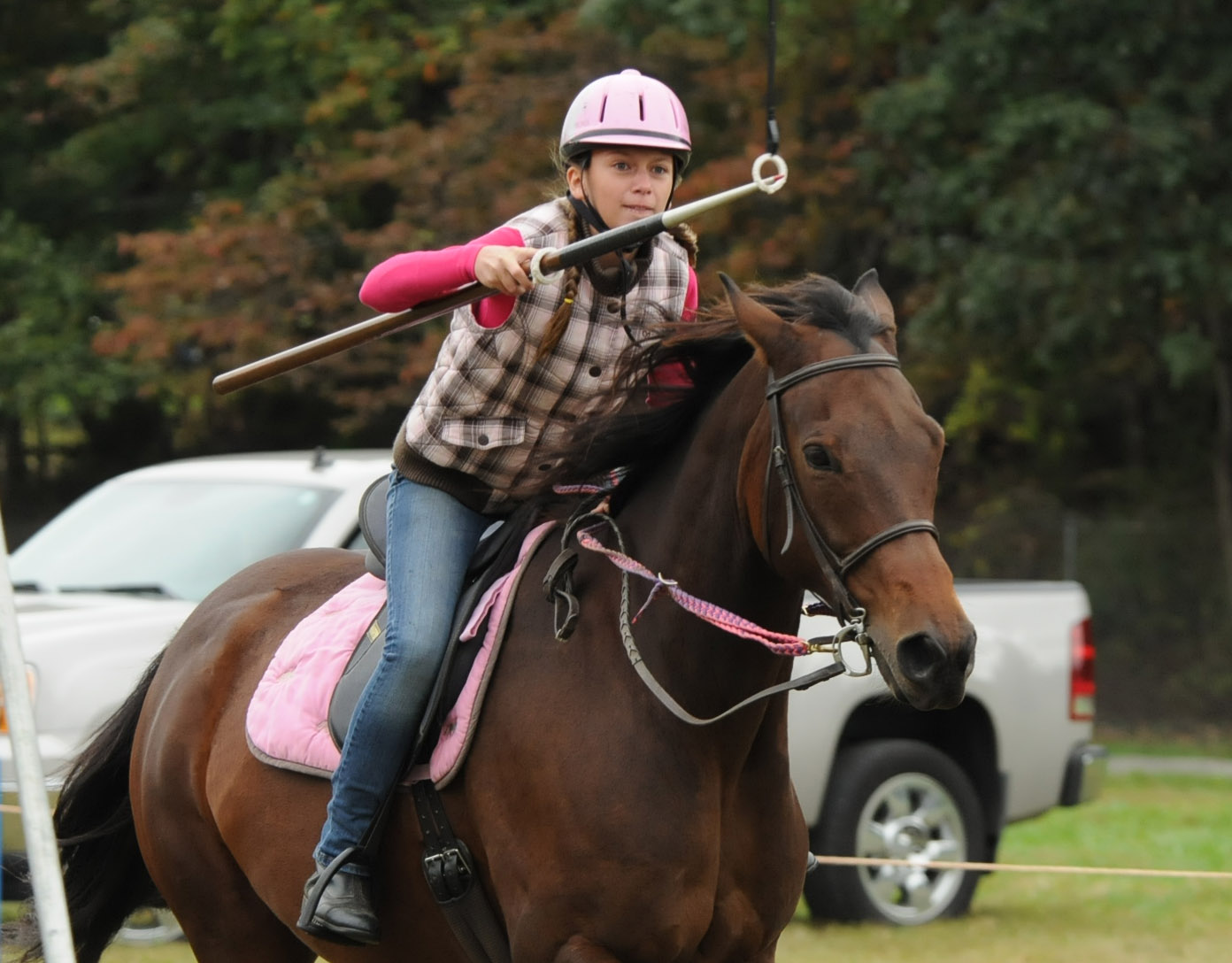
Ringreiten in Maryland, Vereinigte Staaten

## Ringstechen im Mittelalter

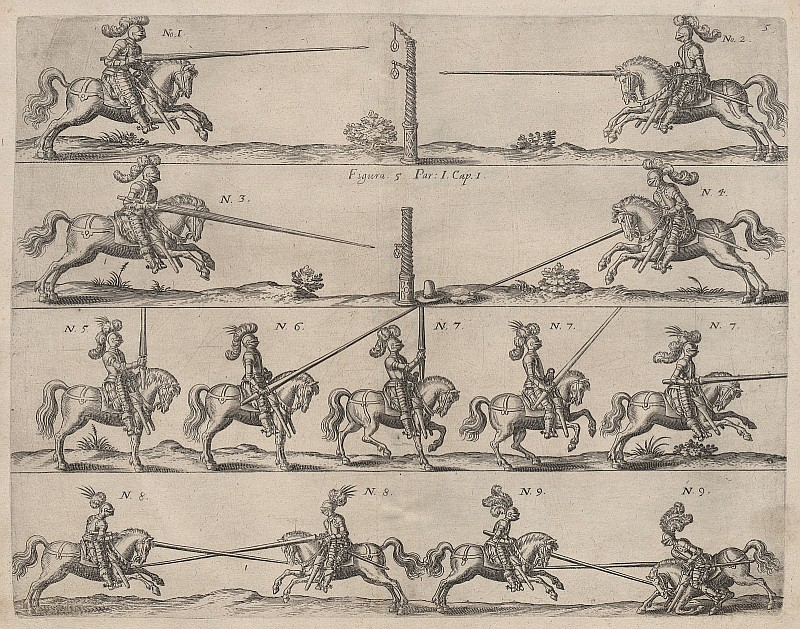
Kampfkunst mit der Lanze (u. a. Ringstechen) (Johann Jacobi von Wallhausen, Kriegskunst zu Pferdt, 1616)

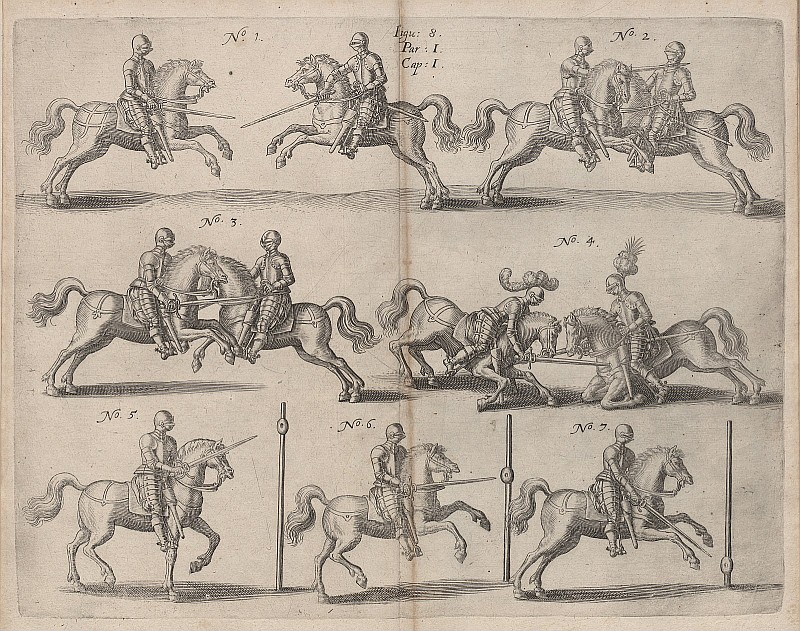

Das Ringreiten ist verwandt mit dem mittelalterlichen Ringstechen, das teils als Knappenübung neben dem gefährlichen Tjosten der Ritter genutzt wurde. Die Knappenübung des Ringstechen konnte dabei auch ohne Pferd erfolgen, bei der auf Drehscheibe sitzend ein handtellergroßer Ring mit der Lanze bzw. dem Rennspieß anvisiert wurde – daher die Bezeichnung Karussell (französisch Caroussel). Im deutschsprachigen Raum bezeichnet dieser Begriff heute bestimmte Fahrgeschäfte, deren traditionelle Form mit umlaufenden hölzernen Pferden auf den Ursprung hinweist.
Andererseits kamen Abwandlungen des mittelalterlichen Lanzenstechens zu Pferd auch eigenständig bei Volksfesten in vielen Variationen vor, etwa die heute noch durchgeführte Quintana von Ascoli Piceno. Diese Abwandlungen haben das Mittelalter überlebt, für den Barock etwa fanden auch Turniere im Ringelstechen zu Pferd statt, das in seinen Regeln dem heutigen Ringreiten ähnelt (beispielsweise Duell mit je zehn Lanzenproben auf einen handtellergroßen Ring). 
Von seinem Besuch in Indien berichtet 1333 der mittelalterliche Weltreisende Ibn Battuta, dass Reitersoldaten in einem Einstellungstest vom galoppierenden Pferd mit einer Lanze einen aufgehängten Ring erfolgreich aufnehmen mussten.